# Piotr Kołodziejczyk

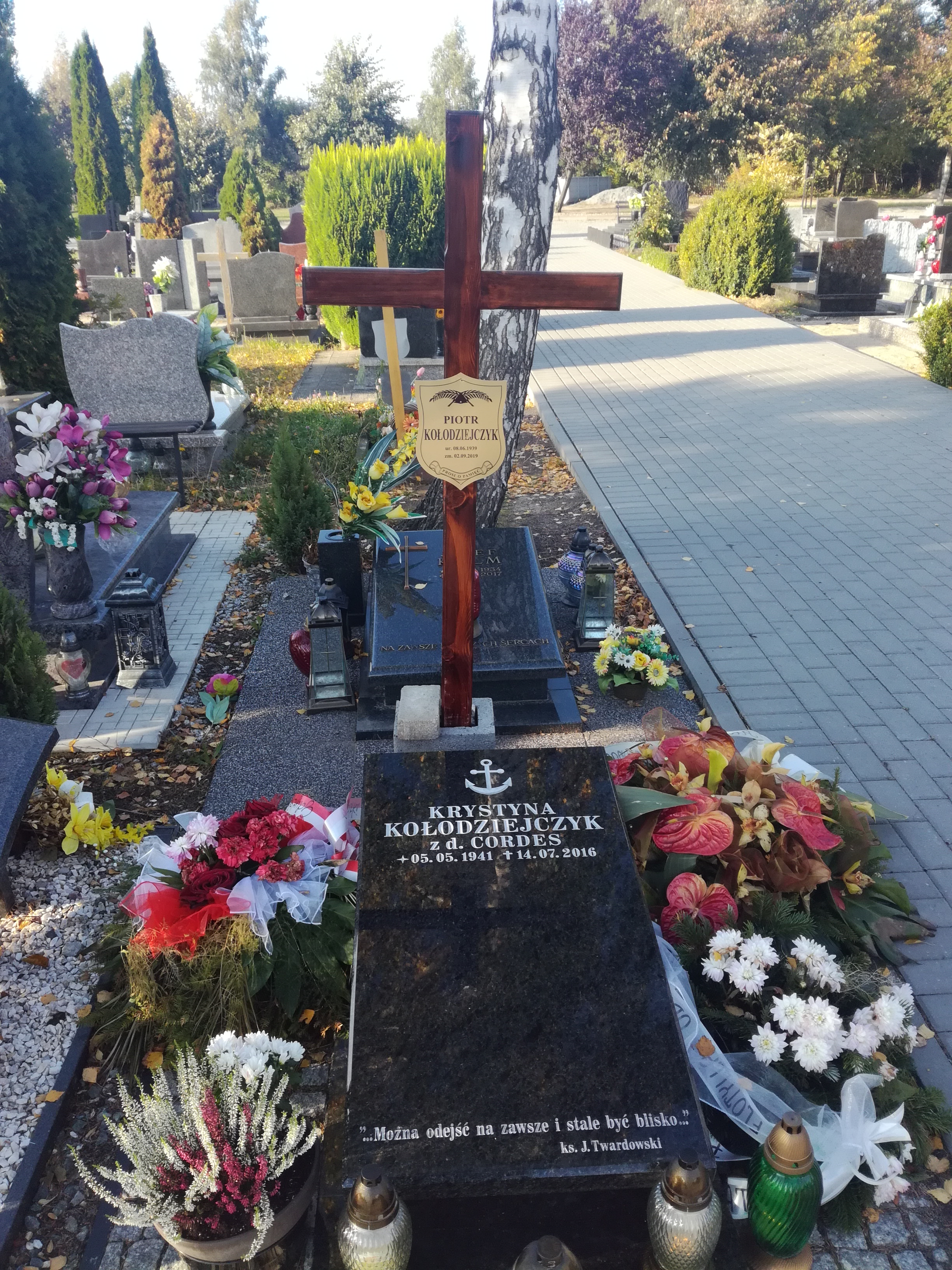
Grób Piotra Kołodziejczyka na cmentarzu Marynarki Wojennej w Gdyni

Piotr Franciszek Kołodziejczyk (ur. 8 czerwca 1939 w Poznaniu, zm. 2 września 2019 w Rekowie Górnym) – polski wojskowy, wiceadmirał, dowódca 3 Flotylli Okrętów i Marynarki Wojennej, minister obrony narodowej w latach 1990–1991 i 1993–1994, poseł na Sejm X kadencji.

## Życiorys
Syn Józefa i Bronisławy, urodził się 8 czerwca 1939 w Poznaniu. W 1956 rozpoczął studia na Wydziale Pokładowym Wyższej Szkoły Marynarki Wojennej w Gdyni. Po ich ukończeniu w 1960 został mianowany na stopień podporucznika marynarki, otrzymał tytuł zawodowy inżyniera nawigatora statku morskiego i został przydzielony do 3 Brygady Kutrów Torpedowych w Gdyni na stanowisko pomocnika dowódcy kutra torpedowego. Służył kolejno w załogach KT-83 i KT-87 oraz jako dowódca okrętu na KT-88. W 1962 ukończył roczny kurs broni rakietowej w wyższej szkole marynarki wojennej w Baku. Po powrocie do Polski został przeniesiony na kutry rakietowe projektu 205. Był dowódcą działu rakietowo-artyleryjskiego na ORP „Hel” oraz zastępcą dowódcy i dowódcą ORP „Elbląg”. W latach 1970–1973 był słuchaczem Akademii Marynarki Wojennej ZSRR w Leningradzie. W latach 1973–1977 pełnił służbę w Dowództwie Marynarki Wojennej w Gdyni na stanowiskach pomocnika szefa wydziału i zastępcy szefa oddziału operacyjnego, a od 1976 szefa oddziału rozpoznania. Od 1977 do 1978 dowodził wydzieloną grupą Polskiej Wojskowej Jednostki Specjalnej w ramach sił pokojowych Organizacji Narodów Zjednoczonych na Wzgórzach Golan. W 1978 został skierowany na studia w Akademii Sztabu Generalnego Sił Zbrojnych ZSRR im. Klimienta J. Woroszyłowa w Moskwie. 5 września 1980 został dowódcą 3 Flotylli Okrętów w Gdyni. 1 sierpnia 1983 został szefem sztabu i zastępcą dowódcy Marynarki Wojennej (admirała Ludwika Janczyszyna). W latach 1986–1989 był dowódcą Marynarki Wojennej. Pod koniec 1989 objął stanowisko szefa Głównego Zarządu Wychowawczego Wojska Polskiego. W 1984 mianowany kontradmirałem, a w 1989 wiceadmirałem.
W latach 1989–1991 sprawował mandat posła na Sejm kontraktowy z ramienia Polskiej Zjednoczonej Partii Robotniczej. Po rozwiązaniu PZPR wchodził w skład Klubu Posłów Wojskowych.
Od lipca 1990 do grudnia 1991 był ministrem obrony narodowej w rządach Tadeusza Mazowieckiego i Jana Krzysztofa Bieleckiego. W 1992 miał objąć urząd generalnego inspektora sił zbrojnych. Po przekazaniu urzędu Janowi Parysowi pod koniec 1991 został przez niego natychmiastowo, wbrew woli prezydenta Lecha Wałęsy, przeniesiony do rezerwy, co uniemożliwiło objęcie tego stanowiska. Sytuacja ta była początkiem konfliktu pomiędzy prezydentem a ministrem obrony (zdymisjonowanym w połowie 1992), a Generalny Inspektorat Sił Zbrojnych nie został utworzony. Stanowisko ministra obrony narodowej Piotr Kołodziejczyk sprawował ponownie od października 1993 do listopada 1994 w rządzie Waldemara Pawlaka. Został zdymisjonowany po przedłużającym się konflikcie z prezydentem Lechem Wałęsą i szefem Sztabu Generalnego Wojska Polskiego Tadeuszem Wileckim. Kulminacją tego sporu był tzw. obiad drawski przy okazji odprawy kadry dowódczej Wojska Polskiego w Drawsku Pomorskim, podczas którego generałowie w obecności Lecha Wałęsy i Tadeusza Wileckiego skrytykowali działalność Piotra Kołodziejczyka, dając prezydentowi pretekst do jego odwołania.
W drugiej połowie lat 90. związany z Unią Wolności, z ramienia której w 1998 bez powodzenia kandydował do sejmiku województwa pomorskiego.
Zmarł 2 września 2019. Został pochowany 9 września na cmentarzu Marynarki Wojennej w Gdyni.

## Życie prywatne
Mieszkał w Gdyni. Był żonaty z Krystyną z domu Cordes, z którą miał dwóch synów.

## Odznaczenia
- Krzyż Komandorski Orderu Odrodzenia Polski
- Krzyż Kawalerski Orderu Odrodzenia Polski
- Złoty Krzyż Zasługi
- Złoty Medal „Siły Zbrojne w Służbie Ojczyzny”
- Srebrny Medal Siły Zbrojne w Służbie Ojczyzny
- Złoty Medal „Za zasługi dla obronności kraju”
- Srebrny Medal „Za zasługi dla obronności kraju”
- Brązowy Medal „Za zasługi dla obronności kraju”
- Order Czerwonej Gwiazdy (ZSRR)[9]
- Medal UNDOF